# Vangengeym Glacier
Vangengejma är en glaciär i Antarktis. Den ligger i Östantarktis. Norge gör anspråk på området. Vangengejma ligger 1 094 meter över havet.
Terrängen runt Vangengejma är varierad, och sluttar norrut. Trakten är obefolkad. Det finns inga samhällen i närheten. 